# Familistério de Godin

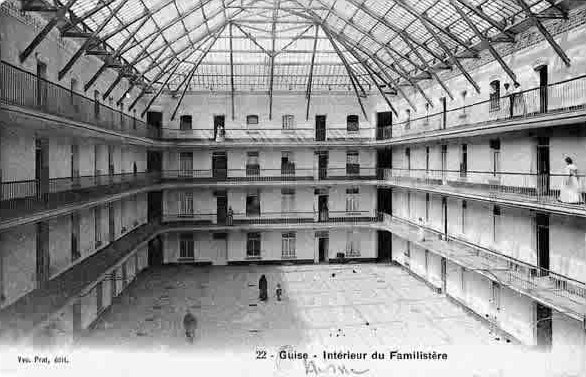
Interior do Familistério.

O Familistério de Godin foi uma tentativa de aplicação das teorias socialistas utópicas, em Guise, no norte da França, inspirada nos falanstérios propostos por Charles Fourier na sua obra "A harmonia universal e o falanstério".
Com a intenção de concretizar suas ideias sócio-políticas, Jean-Baptiste Godin decidiu comprar, em 1859, 18 hectares de um terreno onde mandou construir um complexo arquitectónico de habitações para operários. À medida que o projeto se foi consolidando, passou-se a chamar de Palácio Social a toda a construção.

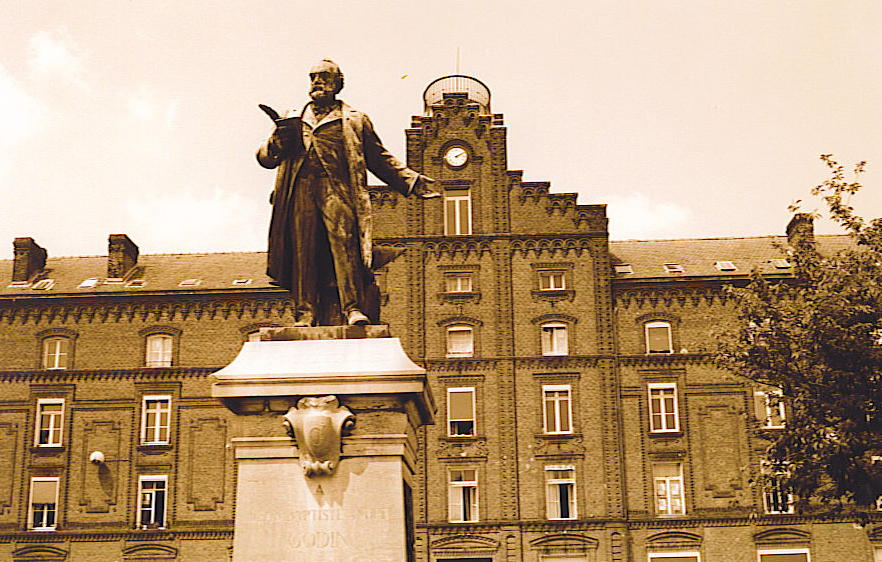
Fachada do Familistério de Godin em Guise.

Gerido de uma perspectiva empresarial, ainda que segundo um espírito comunitário (de acordo com as teorias sociais de Saint-Simon e Owen, além do já referido Fourier), o familistério durou até 1968.

## O fundador, Jean-Baptiste Godin

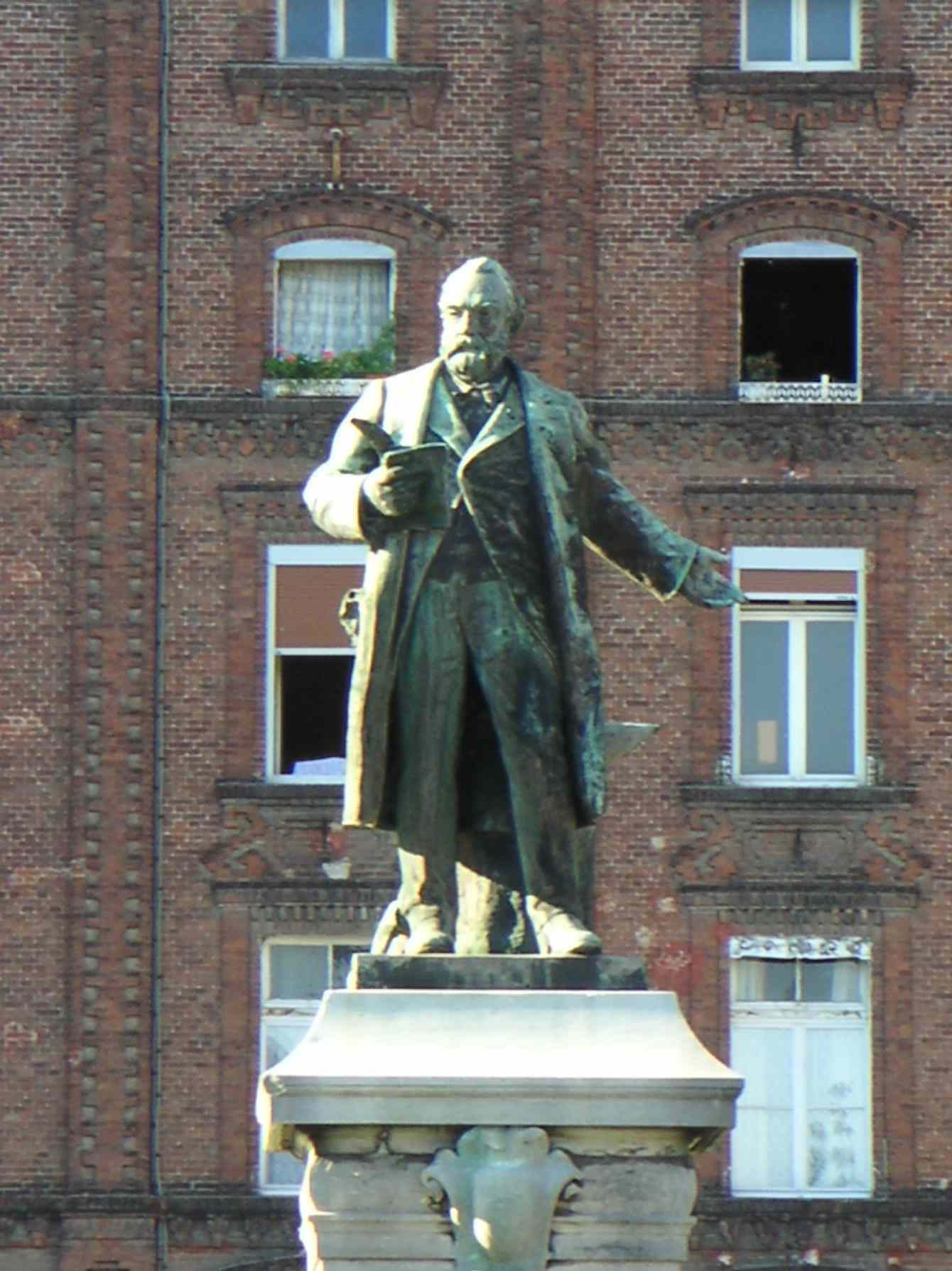
Estátua de Jean-Baptiste André Godin frente ao "Familistère".

Em 1846 o industrial Godin instalou-se em Guise para fundar uma empresa de utensílios de aquecimento e de cozinha, os famosos "poëles Godin" (fogões Godin), dos quais foi o inventor; fabricados em ferro fundido, difundiam muito melhor o calor que os antigos modelos em folha metálica, e permitiram que Godin, de origens modestas, fizesse rapidamente fortuna e se impusesse num mercado em plena expansão. Mas ele, como simples operário, conservou a memória das terríveis condições de vida e laborais dos assalariados da indústria, que pôde também constatar numa viagem que fez pela França entre 1835 e 1837. Godin vai então usar a sua fortuna para melhorar a vida dos seus empregados, e propor as suas soluções para o problema da miséria dos operários.
Discípulo de Charles Fourier, entrou em contacto com a "escola societária" e, em 1854, investiu um terço da sua fortuna numa tentativa de implantação de uma colônia falanstéria no Texas dirigida por Victor Considérant. O fracasso da experiência convence-o a pôr ele mesmo em prática as suas ideias, progressivamente e com pragmatismo, para evitar um novo falhanço.

## O Familistério
"Familistério" foi o nome dado por Godin às construções para habitação que fez construir para os seus operários e suas famílias a partir de 1859 e até 1880, provavelmente com base em planos do arquiteto fourierista Victor Calland. Inspirou-se diretamente no falanstério de Fourier mas, como faria sempre, efetuou uma alteração na teoria para a adaptar às suas próprias ideias e sobretudo para a tornar mais realizável. A primeira etapa, a mais urgente, era segundo Godin a de melhorar as condições de alojamento e de vida das famílias, atribuindo-lhes condições "equivalentes às riquezas".
- Os equivalentes à riqueza

Esta expressão designa o conjunto de condições de conforto e de salubridade que a burguesia tinha através do dinheiro e que os membros do Familistério poderiam doravante atingir pela cooperação. Higienista convicto, Godin incluiu nos seus "equivalentes à riqueza" tudo o que poderia assegurar a salubridade do alojamento. A luminosidade dos apartamentos, a circulação do ar, o acesso a água potável em cada piso, são todos elementos fundamentais que eram garantidos pela arquitectura própria dos edifícios. O cuidado do corpo está igualmente assegurado pela criação de uma lavandaria, situada perto do curso de água, na qual se lava e seca a roupa (evitando assim os odores da umidade nos alojamentos), mas comportando igualmente chuveiros e uma piscina (com uma prancha móvel, para permitir às crianças aí nadar em total segurança) onde a água, proveniente da fábrica próxima onde serviu para refrescar as tubagens, chega em perfeita temperatura…
Finalmente, Godin põe em prática todo um sistema de protecção social criando caixas de seguros que protegiam contra a doença, os acidentes laborais e asseguravam uma reforma aos 60 anos.
- A cooperação como princípio

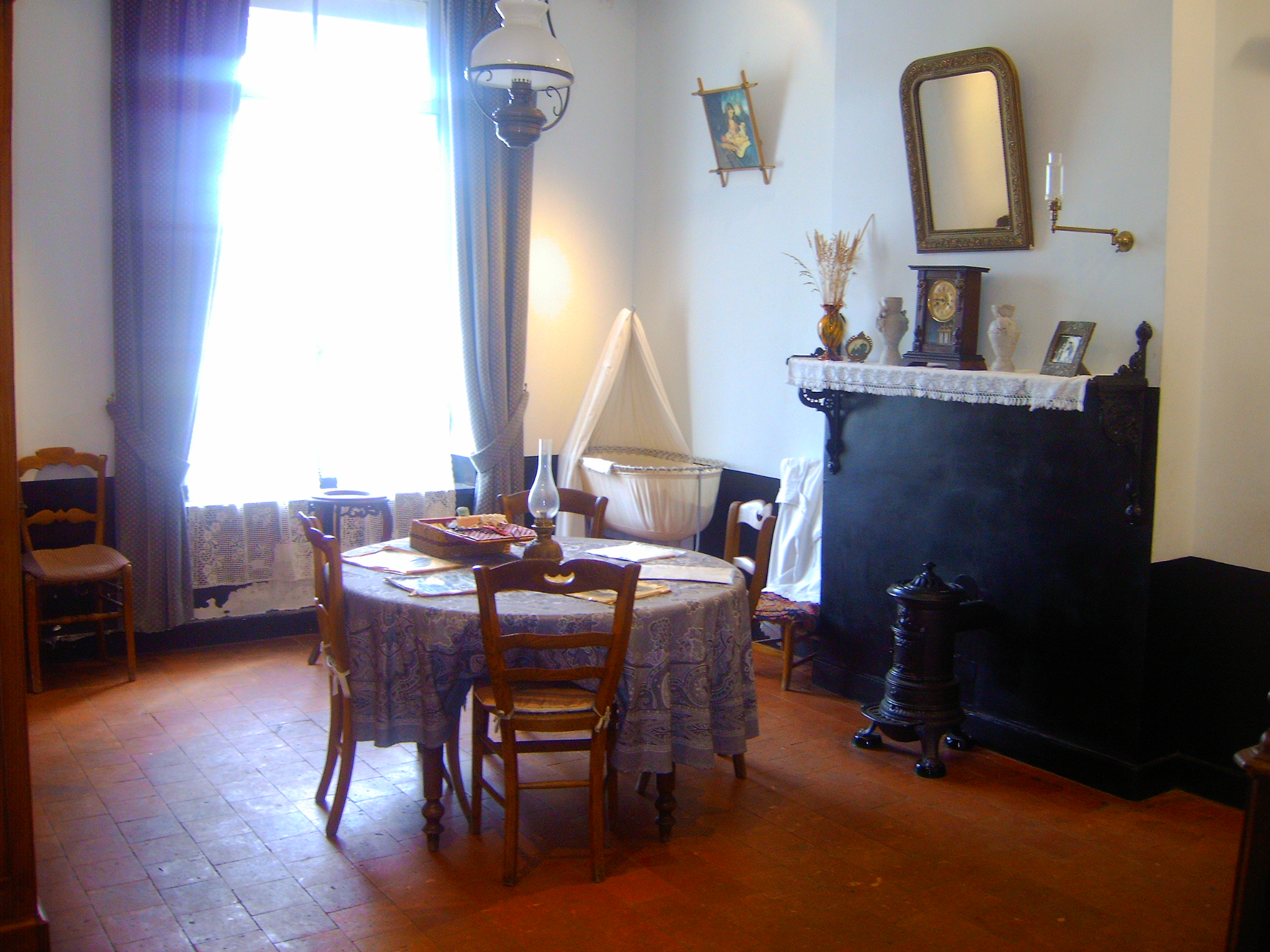
Reconstituição de um apartamento como era no início do século XX para um assalariado e sua família.

Se Godin se proclama fourierista, não é no entanto um discípulo fervoroso que aplica cegamente uma teoria: nem tudo em Fourier é aplicável, longe disso, nem em outros que influenciaram o pensamento de Godin. Encontra-se, no Familistério, a influência de um movimento cooperativo antigo, e em particular a aplicação dos princípios da cooperação inglesa, teorizadas por Robert Owen e os "Equitables pionniers" (Pioneiros equitativos) de Rochdale. Estes princípios surgem no funcionamento dos economatos, lojas cooperativas instaladas por Godin frente ao Familistério, nas quais os produtos de primeira necessidade são vendidos em dinheiro, e portanto os benefícios são repartidos equitativamente entre os compradores. Mas também se nota em particular essa influência na importância que Godin deu à educação das crianças mas também dos adultos. Fez construir escolas, mistas e obrigatórias até aos 14 anos (à época, a lei autorizava o trabalho de crianças a partir dos 10 anos), um teatro, uma biblioteca, e multiplicou ele mesmo as conferências para ensinar aos seus assalariados os benefícios da cooperação.
- O culto do Trabalho

Fortemente anticlerical, Godin praticou no entanto um deísmo muito pessoal, evocando um Ser Supremo beneficente; ele cria ardentemente que o Trabalho, toda a actividade que tinha por intuito transformar a matéria a fim de viver melhor, era a razão profunda da existência do Homem, e consequentemente de atingir a essência humana, uma certa parte de divino. Opondo-se aos princípios do capitalismo, estimou que o operário deveria possuir o estatuto social mais elevado, pois é ele que trabalha, e é ele que produz as riquezas. Para além dos aspectos materiais da obra, o Familistério deve conduzir a uma elevação moral e intelectual do trabalhador, permitindo-lhe encontrar a auto-estima e a independência par-a-par com a sociedade burguesa.
A educação da economia social vai neste sentido, mas igualmente a própria arquitectura do edificado: no interior dos pátios, as varandas que dão acesso aos apartamentos são criadas para serem locais de encontro permanentes entre os operários, qualquer que fosse a sua posição na fábrica: operário manual, empregado de escritório ou quadro da empresa, a fim de permitir nascer uma real fraternidade entre beneficiários do Familistério. As janelas interiores, a promiscuidade, foram pensadas como elementos de emulação: a vista de um interior bem cuidado deverá conduzir à manutenção do próprio lar, do mesmo modo que a observação do outro, e a sua reprovação, são considerados como a melhor das sanções. Esta arquitectura particular, descrita pelos seus detractores como "de cárcere", é portanto desejada, para permitir uma auto-disciplina e uma responsabilização dos habitantes que torne inútil qualquer forma de policiamento.
Esta noção de responsabilização não é anedótica: está na base da obra de Godin, para quem a melhoria das condições de vida não é senão uma primeira etapa. Conduzirá, a termo, à possibilidade de os trabalhadores se libertarem de toda a dependência face ao patronato, e de abolir o assalariado.

## A Associação do Capital e do Trabalho (Sociedade do Familistério)
Fundada em 1880, esta Associação transformou a empresa em cooperativa de produção; os benefícios são usados para financiar as diversas obras sociais (escolas, sistema de seguros), pois o remanescente é distribuído entre os trabalhadores, proporcionalmente ao trabalho fornecido durante o ano. Entretanto, os benefícios não são distribuídos em dinheiro, mas na forma de acções da Sociedade: os trabalhadores tornam-se assim proprietários da empresa. Uma vez o capital distribuído, a fórmula é estabelecida: os mais jovens recebem novas acções que são reembolsadas, desta vez em líquido, aos mais antigos trabalhadores. Os trabalhadores, membros da Associação, são portanto os proprietários e recebem anualmente um montante adicional de salário proporcional aos benefícios.
Charles Fourier teorizou uma repartição equitativa das riquezas, permitido que seja recompensado no seu justo valor o capital, o trabalho e o talento: Godin inspirou-se directamente para organizar a Associação.
Não se resume a dar a mesma coisa a todos, mas distribuir a riqueza segundo os méritos de cada um. É por isso que ele coloca em prática uma hierarquia no seio da Associação, essencialmente segundo a antiguidade: no tipo os associados (pelo menos 5 anos de presença), depois os participantes e os societários. Por fim, o resto dos auxiliares, trabalhadores sazonais ou ocasionais que não trabalharam um tempo mínimo para poderem pertencer à Sociedade. Cada escalão é ultrapassado, em teoria, fazendo prova de mérito no trabalho, de implicação na vida democrática da Associação (participação nos distintos conselhos…); para se ser nomeado membro da sociedade ou associado, é preciso viver no Familistério. Por fim, só os associados participam na assembleia geral. A cada nível corresponde uma maior parte dos benefícios, uma melhor protecção social, uma melhor reforma.
A criação desta Associação, tal como a construção do Familistério, atraiu para si a simpatia de muitos reformadores sociais, mas também numerosos inimigos: clero ofendido pela mistura e a promiscuidade dos alojamentos, comerciantes ameaçados pelos baixos preços praticados nos economatos, patrões que denunciavam o socialismo de Godin, mas também entre a extrema-esquerda marxista, que considerava a obra de Godin como uma forma de paternalismo, seduzindo os operários para melhor os desviar da revolução e da sua emancipação.

## A chegada da Associação
Depois da morte de Godin em 1888, a Associação continuou a funcionar. Próspera especialmente graças ao renome da marca "Godin", a empresa mantém-se entre as primeiras do mercado até à década de 1960. No plano social, as coisas ficaram igualmente no estado: embora Godin considerasse sempre a Associação como uma etapa que deveria sempre progredir, os diferentes gestores que se lhe seguiram concentraram-se na necessidade de conservar intacta a obra do "Fundador" : assim, nenhum novo edifício foi adicionado ao Familistério. Os alojamentos tornaram-se rapidamente insuficientes para acolher novos operários, e uma preferência estabelece-se: os filhos dos membros do Familistério tornam-se prioritários na obtenção de um apartamento. Esta hereditariedade dos alojamentos provoca tensões, os associados surgem por vezes como uma aristocracia satisfeita com os seus privilégios sem procurar partilhá-los.
O desaparecimento progressivo de um verdadeiro "espírito cooperante" entre os membros da Associação é por vezes visto como uma das razões para o seu desaparecimento em 1968. Confrontada com dificuldades económicas, procurando aproximar-se com uma casa concorrente, a empresa transformou-se em Junho de 1968 em sociedade anónima. Está agora integrada no grupo Le Creuset. A marca Godin está hoje transferida para a sociedade comercial "Cheminées Philippe" ("Lareiras Philippe").

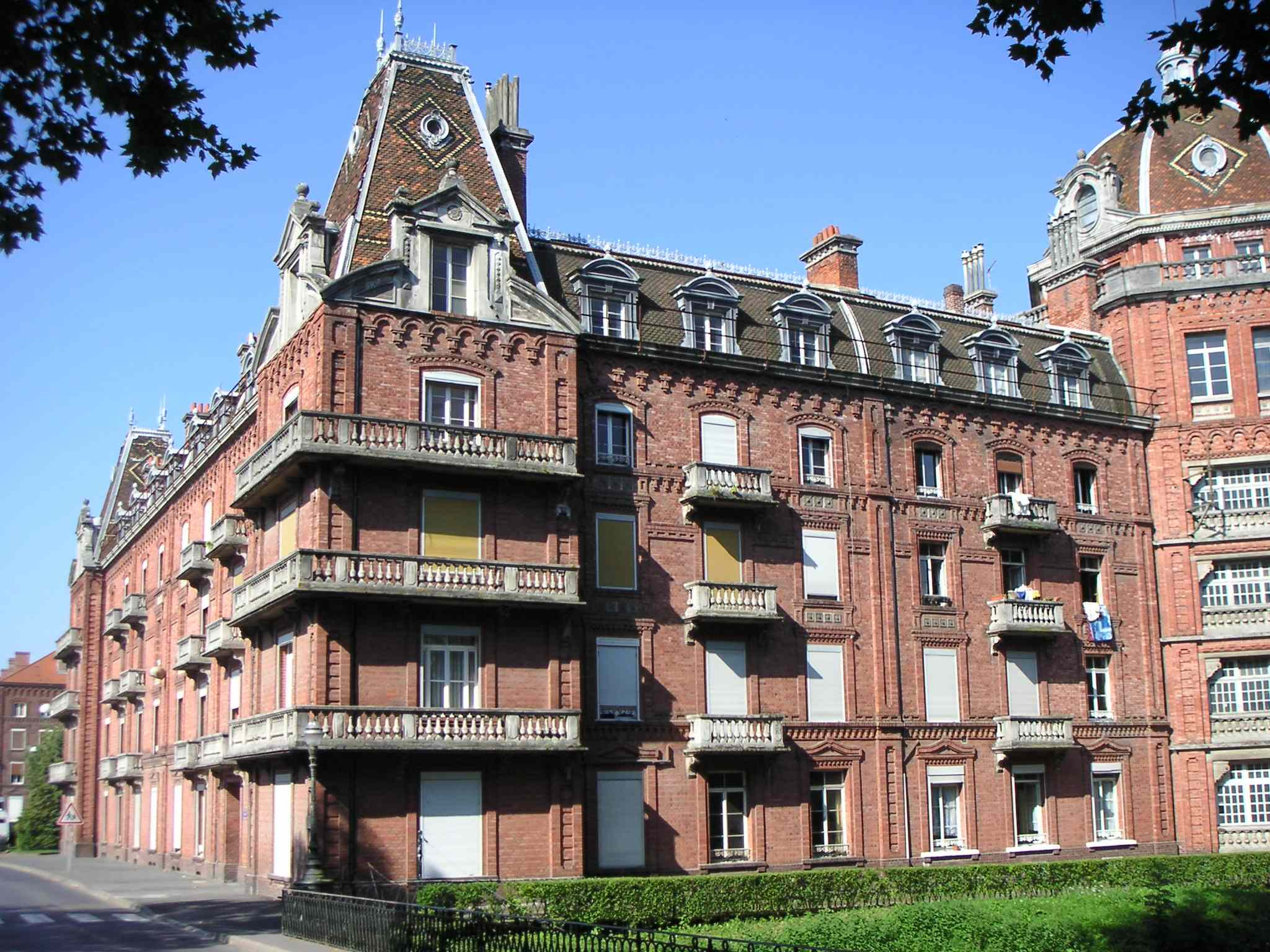
Vista da ala esquerda do Familistério.

Os alojamentos foram vendidos em 1968. Alguns antigos Familisterianos vivem aí sempre. Classificados como "Monumentos históricos" em 1990, os edifícios são desde 2000 o alvo de uma restauração dirigida pela cidade de Guise e pelo departamento de Aisne. O programa de valorização Utopia, organizado pelo "syndicat mixte", permitiu, entre outras coisas, tornar visitáveis os economatos e a lavandaria-piscina, deixadas ao abandono desde 1968.

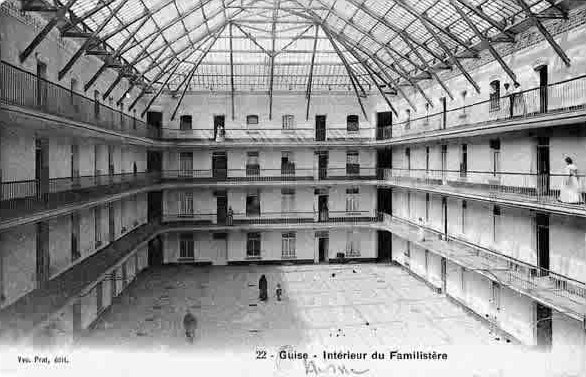
Interior do Familistério, imagem da época.

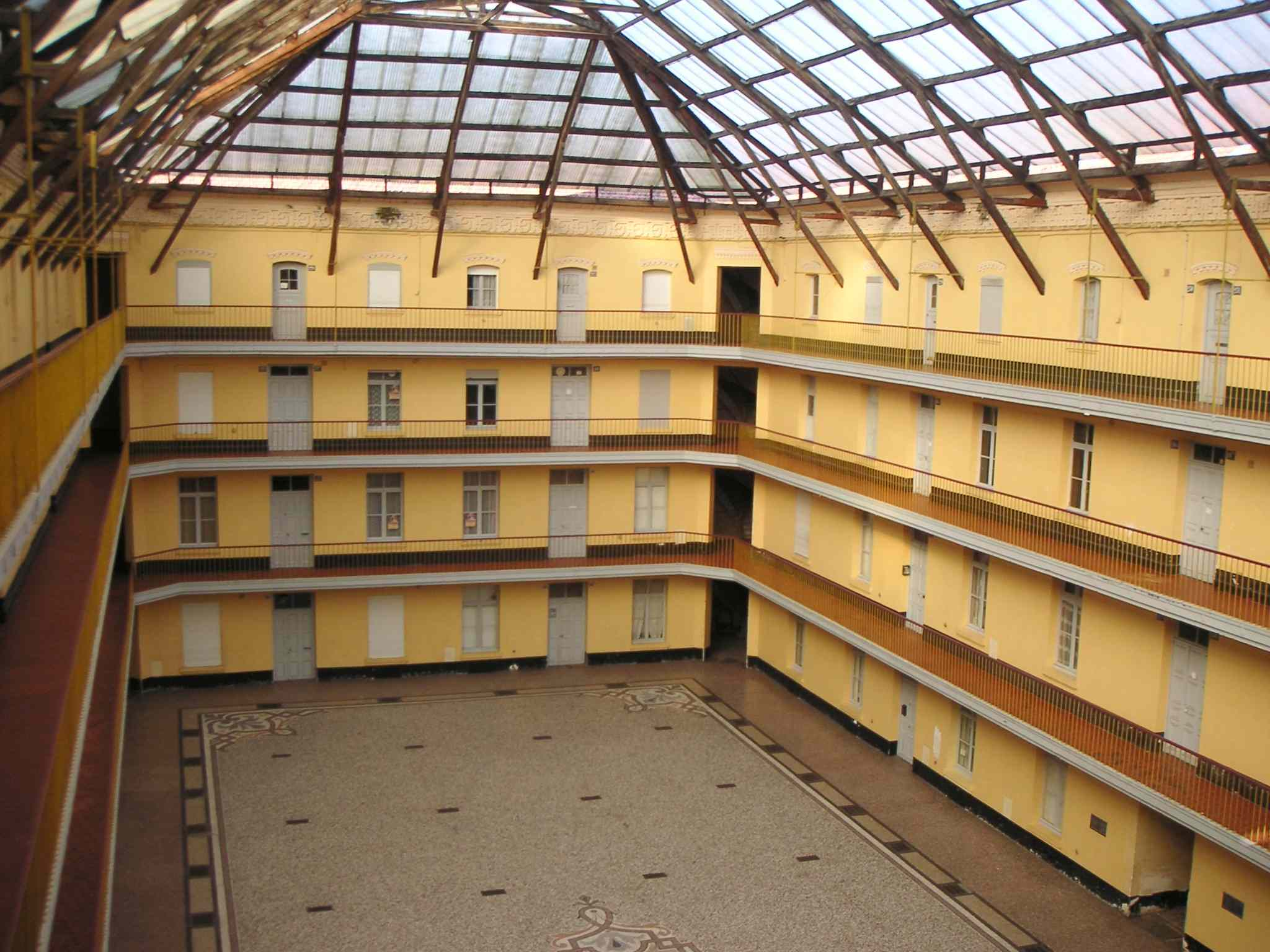
Interior do Familistério em 2005.

O local de Guise compreende dois locais indissociáveis: O lugar da produção, a fábrica Godin na margem direita do rio Oise; e o "Palais social" onde era organizada a vida dos trabalhadores e das suas famílias.

## O Familistério em números
Segundo o folheto turístico do Familistério:
- 10 milhões de tijolos foram usados na construção dos três pavilhões do Palácio Social.
- 30 000 m² de área nos três pavilhões.
- 1 quilómetro de corredores percorre os três pavilhões do Palácio.
- 500 janelas perfazem as fachadas das três unidades residenciais.
- 495 apartamentos estão distribuídos pelo conjunto pavilhões do Familistério antes de 1918.
- 1748 pessoas habitavam o Familistério em 1889.
- 50 berços puderam ser instalados no berçário do Familistério.
- 796 convidados participaram no banquete da quinta "festa do trabalho" no pátio do pavilhão central em 1872.
- 1000 espectadores assistem no teatro em 1914.
- 1526 empregados trabalham nas fábricas da Sociedade do Familistério em 1887.
- 2500 é o número máximo de empregados da Associação do Familistério de Guise em Bruxelas em 1930.
- 4000 modelos de utensílios e acessórios são fabricados pela Sociedade do Familistério em 1914.
- 210 000 utensílios foram expedidos pelas fábricas de Guise e Bruxelas em 1913-1914.
- 664 é o número de páginas que tem o livro Solutions Sociales publicado por Godin em 1871.